# スーパーマリオ 不思議のころころパーティ2
『スーパーマリオ 不思議のころころパーティ2』（スーパーマリオ ふしぎのころころパーティ ツー）は、カプコンより発売された大型メダルゲームであり、『スーパーマリオ 不思議のころころパーティ』の後継機である。

## 概要
前作と同様に、マリオパーティシリーズをテーマにした、最大6人まで遊べる大型のプッシャーゲームである。ただし、前作に比べると、「ころころ」（ボールを転がす）の印象が薄めで、パーティ（楽しく遊ぶ）の印象を強くしたようなゲームとなっている。
前作同様に、修理部品調達難に伴い、2016年3月31日を以ってサテライトモニター部の修理サポートが終了し、筐体自体も2017年3月31日を以って修理サポートが終了する予定。

## 前作との基本的な違い
- 前作では、クリスタルチャンス突入抽選に使用されていたクリスタルが、本作ではすごろくを進めるためのサイコロ出目抽選となった。これに伴い、さまざまなイベントゲームが用意されている。
- クリスタルチャンスもすごろくのなかの特定の場所に停止することで発生するイベントゲーム式に変更された。なお、前作と比べるとクリスタルチャンス突入率は下がっている。

- クリスタルチャンス突入率が低い代わりに救済措置も取り付けられた。「GO!」チャッカーにメダルが一定回数入賞することでクリスタルチャンス突入時のSJPチャンス期待度が上がるシステムとなっている。
- クリスタルチャンスにおいて前作はクリスタル入賞後残りのクリスタルを全て回収後してから色を判別してポケットに入賞したクリスタルを判別していたが、今作では入賞したクリスタルを先に回収して色を判別する方式になった為ゲーム時間の短縮が図られている。
- クリスタルチャンスにおけるアタリクリスタルとハズレクリスタルの概念や、アタリクリスタルの数等についても大幅な変更あり。前作では当たりであった緑クリスタルがはずれ扱い（40枚払い出し）となり、赤クリスタルは100枚払い出しがなくなった。また、投入されるクリスタルの数が5個となり、アタリクリスタルである赤の個数は1～3個となる。
- スーパージャックポットチャンスのルールは前作と基本的に同じ。ただし、前作ではSJPであったピーチ姫は300枚払い出しに降格されている。